# Sala del Vicepresidente

El vicepresidente Dick Cheney hablando con David Addington en su oficina del Senado en el Capitolio de los Estados Unidos (2008)

La Sala del Vicepresidente es la oficina del vicepresidente en el Capitolio de los Estados Unidos, agregada durante la expansión de la década de 1850.

## Historia
La Constitución de los Estados Unidos designa al vicepresidente para servir como presidente del Senado y emitir el voto de desempate en caso de empate. Para llevar a cabo estas funciones, el vicepresidente cuenta desde hace mucho tiempo con una oficina en el Capitolio, justo afuera de la cámara del Senado. Debido a la falta de espacio en la antigua ala del Senado del Capitolio, los primeros vicepresidentes a menudo compartían su habitación con el presidente. Después de la ampliación del edificio en la década de 1850, el Senado reservó formalmente una sala para uso exclusivo del vicepresidente.John C. Breckinridge, de Kentucky, fue el primero en ocupar la nueva Sala del Vicepresidente (S-214), después de que dio el golpe de mazo al Senado para iniciar sesiones en su nueva cámara en 1859. A lo largo de los años, la S–214 ha proporcionado un lugar conveniente para que el vicepresidente realice negocios mientras está en el Capitolio. Hasta que se inauguró el edificio de oficinas del Senado Russell en 1909, esta sala era el único espacio de la ciudad asignado oficialmente al vicepresidente y sirvió como la única oficina de trabajo para muchos vicepresidentes, entre ellos Hannibal Hamlin, Chester Arthur y Theodore Roosevelt.
En la Sala del Vicepresidente han ocurrido varios acontecimientos notables a lo largo de los años. En 1875, Henry Wilson, vicepresidente de Ulysses S. Grant, murió en la habitación después de sufrir un derrame cerebral. Seis años más tarde, tras el asesinato del presidente James Garfield, el vicepresidente Chester Arthur prestó juramento presidencial aquí, junto con dos expresidentes, Ulysses S. Grant y Rutherford B. Hayes, entre los asistentes a la ceremonia.
En 1919, el vicepresidente Thomas R. Marshall firmó el proyecto de ley de enmienda constitucional que otorgaría el sufragio universal a las mujeres una vez ratificado por los estados. El 12 de abril de 1945, el vicepresidente Harry S. Truman se encontraba en el lado de la Cámara de Representantes del Capitolio cuando recibió una llamada telefónica informándole que debía acudir inmediatamente a la Casa Blanca. David McCullough escribió en Truman que el vicepresidente "corrió a través de la antigua y resonante Cripta, pasó por la barbería del Senado, luego subió un tramo de escaleras con barandillas de bronce hasta su oficina, para buscar su sombrero". Esta fue la última acción de Truman como vicepresidente. Cuando llegó a la Casa Blanca se enteró de que Franklin Roosevelt había muerto.
Se informó que durante el ataque de 2021 al Capitolio de los Estados Unidos, el vicepresidente Mike Pence se refugió en la Sala del Vicepresidente.
La proximidad de la Sala del Vicepresidente a la cámara del Senado permite al vicepresidente un fácil acceso a los miembros cuando el Senado está en sesión. Durante más de 125 años, la sala ha proporcionado un entorno elegante y conveniente para funciones ceremoniales, reuniones informales de partidos, conferencias de prensa y reuniones privadas.

## Arte
La sala del vicepresidente estaba inicialmente amueblada con un estilo modesto. Hoy en día quedan pocas de aquellas piezas originales, pero la repisa de mármol y las coloridas baldosas Minton fabricadas en Inglaterra forman parte de la primera decoración de la habitación. Muchos de los muebles actuales de la habitación, como el espejo dorado y las cornisas victorianas a juego, datan de finales del siglo XIX. De todos los vicepresidentes del siglo XIX que ocuparon esta sala, ninguno afectó su estilo y decoración de manera tan significativa como Garret Augustus Hobart, quien ganó las elecciones en 1896. Los comprobantes del Senado detallan sus compras de alfombras de mohair de seda importadas, cortinas de seda napolitana, numerosas alfombras persas y “una bata de dormir de terciopelo de seda” hecha a medida para combinar con los cojines de terciopelo de su sofá de oficina.
El escritorio de caoba con doble pedestal que se encuentra en la habitación se llama escritorio Wilson, debido a las asociaciones con el presidente Woodrow Wilson y el vicepresidente Henry Wilson. Todos los vicepresidentes, desde Hobart hasta Lyndon Johnson, lo utilizaron. En 1969, fue prestado a la Casa Blanca como escritorio de la Oficina Oval de los presidentes Nixon y Ford. Fue devuelto en 1977.
El Senado compró el reloj de pie en 1898 a los joyeros de Washington Harris y Schafer por 600 dólares. El vicepresidente John Nance Garner lo utilizó para cronometrar su entrada a la cámara del Senado. Cuando las campanadas sonaron quince segundos antes de las doce, dejó lo que estaba haciendo y llegó a su asiento exactamente al mediodía.
El pequeño espejo dorado se exhibe en la sala desde que se completó la ampliación del Senado en 1859. Lo más probable es que fuera trasladado desde la antigua ala del Senado. Aunque varias leyendas atribuyen la propiedad original del espejo a Dolley Madison o John Adams, no existe documentación y el origen del espejo sigue siendo un misterio.
El gabinete de palisandro, ricamente tallado, data de finales del siglo XIX. Algunos lo llaman el “Gabinete de licores de John Nance Garner” porque invitaba a los visitantes a “dar un golpe por la libertad” con su contenido. Entre los objetos que se exhiben en sus estantes se encuentra un juego de escritorio de plata esterlina que fue obsequiado por el Senado al vicepresidente Adlai Stevenson en 1897, y recientemente  donado al Senado por el exsenador de Illinois Adlai E. Stevenson III.
En 1885, el Senado votó para colocar un busto de mármol de Henry Wilson en la Sala del Vicepresidente, para honrar a uno de los presidentes más populares del Senado. Antes de ser elegido vicepresidente, Wilson había servido como senador por Massachusetts entre 1855 y 1873. Desempeñó un papel importante durante la Guerra Civil, como presidente del Comité de Asuntos Militares del Senado, y a lo largo de su carrera defendió la legislación para ayudar a la clase trabajadora. El busto de Wilson sirvió como génesis para la Colección de Bustos Vicepresidenciales del Senado, exhibida en la galería de la cámara del Senado y en el segundo piso del ala del Senado del Capitolio.